# Martinete (látigo)

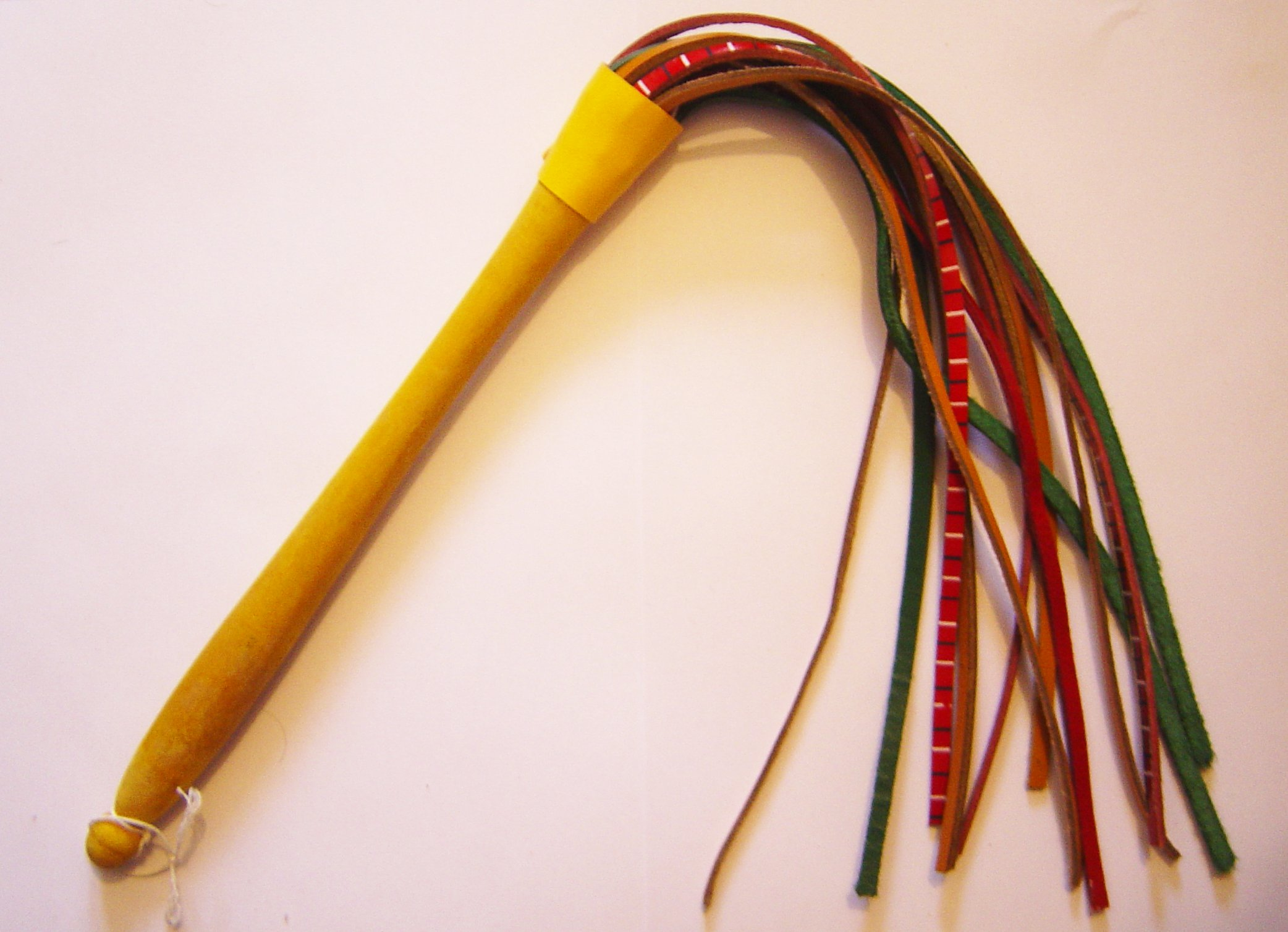
Un martinete

El martinete o martinet, es un látigo pequeño, que consiste en un mango de madera de unos 25 cm con varias correas, alrededor de diez, generalmente de cuero.
Es un instrumento tradicional de castigo corporal, nacido y usado primeramente en Francia y generalizado con posterioridad en parte de Europa. Sin embargo, el uso del látigo para azotar a los niños ha caído en desuso en Francia y puede ser considerado como abuso. Es parecido al gato de nueve colas, un instrumento duro con nueve correas o cuerdas largas que se usó en la Royal Navy y al knout, especialmente conocido en el imperio ruso.

## Origen del nombre
De acuerdo con el Diccionario etimológico de la lengua francesa de Oscar Bloch y Walther von Wartburg, el nombre (que no aparece hasta el comienzo del siglo XIX) tiene dos posibles explicaciones. O sería un diminutivo Martin, apodo atribuido al bastón y encontrado en La Fontaine. O su nombre vendría del general francés Jean Martinet, quien infligía ejercicios interminables y extenuantes a las tropas de Luis XIV y exigía un respeto absoluto por las reglas, y que prefería el uso de un látigo de múltiples correas en lugar de un instrumento de flagelación con una sola correa, que generalmente mataba a los hombres durante el castigo.
Más probable resulta la analogía con el martinete, un gran martillo de roca movido por la fuerza hidráulica para golpear rítmicamente las láminas de las que se moldean los objetos que se forman en cobre o hierro, papel, tela, cuero, cáñamo, etc. ..

## Uso familiar en Francia en elsigloXX
Inventado en Francia a principios del siglo XIX, seguía siendo un objeto temido por los niños franceses hasta la década de 1980, siendo entonces rápidamente abandonado, por ser fuertemente criticado. Se considera excesivo hoy en día en casi todo el país, incluso donde el castigo físico sigue en vigor. La jurisprudencia francesa de 1984 indicó implícitamente su proscripción. Hoy en día aún se puede encontrar en algunos supermercados franceses en la sección de productos para el ganado. Sin embargo, este pequeño látigo tiene mala fama, ya que antes de eso, la mayoría de las familias tenían uno para castigar a los niños. Al igual que castiga la cruel Madame Mac'Miche al buen y pequeño primo travieso de la condesa de Segur, con él se azotaba en las nalgas, o en los muslos, sobre la ropa o desnudando. Pero la mayoría de las veces, servía principalmente para amenazar al niño culpable. Paradójicamente, se podía encontrar en tiendas de juguetes, pero más comúnmente en todas las farmacias. Hasta principios del siglo XX incluso solía estar hecho a mano por los propios padres o por curtidores locales o zapateros. El último taller artesanal francés se encuentra en Nièvre, en el pequeño pueblo de Fétigny, en el corazón de Morvan. Era el taller de Suzanne Marache, que murió en enero de 2000. Como se dice allí, "las correas de cuero de los "vencejos" no solo han marcado las nalgas de generaciones de pequeños bribones". En el pueblo de Fétigny, a unos veinte kilómetros de Quarré-les-Tombes, los recuerdos de la fábrica de "vencejos" de Suzanne Marache siguen vivos. El taller fue comprado y todavía fabrica vencejos, pero para fines más eróticos en pedidos para BDSM. A inicios del siglo XXI no se sabe cuántas personas siguen comprando este instrumento para castigar a sus hijos, pero de acuerdo con diversos foros web sobre educación se cree que la venta no ha desaparecido, continuando subrepticiamente algunos en Francia azotando a los niños, o al menos amenazándolos con hacerlo.
El martinete es también parte de las leyendas de la infancia, cuando cada 6 de diciembre en el norte de Francia, Lorena y Alsacia, el hombre del saco (llamado Hans Trapp en Alsacia) vestido todo de negro y armado con su martinete, azota a los niños que no han sido buenos, mientras que San Nicolás distribuye golosinas a los que han sido buenos.